# Кромбек жовтогрудий
Кромбек жовтогрудий (Sylvietta denti) — вид горобцеподібних птахів родини Macrosphenidae.

## Поширення
Вид поширений в Західній і Центральній Африці від Сенегалу схід до Уганди та на південь до Анголи. Живе у тропічних та субтропічних дощових рівнинних лісах та скребах.

## Спосіб життя
Живиться комахами та іншими дрібними членистоногими.

## Підвиди
- Sylvietta denti hardyi Bannerman, 1911
- Sylvietta denti denti Ogilvie-Grant, 1906